# گندم‌سانان
گندم‌سانان یا چمن‌سانان (نام علمی: Poales) یکی از راسته‌های گیاهان است.
گندم‌سانان راسته‌ای پرگونه از تک‌لپه‌ای‌ها است با گل‌های کوچکی که با برگه‌های متعدد احاطه شده‌اند و گرده‌افشانی در آن‌ها به‌وسیلهٔ باد انجام می‌شود.

## تیره‌ها
- آناناسیان
- جگنیان
- سازوئیان
- گندمیان
- لوئیان
- Anarthriaceae
- Centrolepidaceae
- Ecdeiocoleaceae
- Eriocaulaceae
- Flagellariaceae
- Joinvilleaceae
- Mayacaceae
- Rapateaceae
- Thurniaceae
- Xyridaceae
- Restionaceae